# 24K Magic (노래)
'24K Magic'(24캐럿 매직)은 미국의 싱어송라이터 브루노 마스의 노래이다. 세 번째 정규 앨범 24K Magic 의 리드 싱글로서, 2016년 10월 7일 애틀랜틱 레코드를 통해 발매되었다.